# Nawet góry przeminą
Nawet góry przeminą (mand. 山河故人 / Shan he gu ren) – chińsko-francusko-japoński dramat filmowy z 2015 roku w reżyserii Jia Zhangkego.
Film miał swoją premierę w sekcji konkursowej na 68. MFF w Cannes. Na ekrany polskich kin wszedł 4 marca 2016 roku.

## Fabuła
Akcja filmu toczy się w trzech planach czasowych, kolejno w 1999, 2014 i 2025 roku. Obejmująca ćwierć wieku historia trójki bohaterów rozgrywa się na kilku kontynentach i w kilku językach, choć zaczyna się dość konwencjonalnie. Dwaj przyjaciele z dzieciństwa, robotnik Liangzi i biznesmen Zhang, zakochują się w pięknej dziewczynie o imieniu Tao. Tao decyduje się poślubić Zhanga, który stawia jej pewne ultimatum. Wkrótce rodzi im się syn, który otrzymuje imię Dollar. Film staje się pretekstem do ukazania obrazu Chin przez pryzmat takich zjawisk, jak powolny zmierzch uprzemysłowienia, postępująca globalizacja, triumf dzikiego kapitalizmu i bezwzględna pogoń za pieniądzem.

## Obsada
- Zhao Tao – Tao Shen
- Zhang Yi – Zhang Jinsheng
- Liang Jing-dong – Liangzi
- Dong Zijian – Dollar
- Sylvia Chang – Mia
- Han Sanming – kolega Liangziego
- Patrick Harvey – pasażer w pociągu
- Russell Lambe – golfiarz
- Liu Lu – żona Lianga
- Rong Zishan – Dollar jako dziecko

## Produkcja
Zdjęcia kręcono w Chinach (Fenyang, rodzinne miasto reżysera w prowincji Shanxi) oraz w Australii (Perth, Bunbury, Mandurah).

## Nagrody i nominacje
- 2015: Nominacja do Złotej Palmy na 68. MFF w Cannes
- 2015: Nagroda publiczności w kategorii najlepszy film europejski na MFF w San Sebastián